# David Graells Montull
David Graells Montull (Sabadell, 9 de març de 1910 - 28 de gener de 1992) fou un pintor i activista cultural sabadellenc.

## Biografia
Administratiu de professió, es formà, segurament des d'abans del 1937, a l'Escola d'Arts i Oficis de Sabadell amb els professors Josep Vives Bracons, Homs i Joan Vila Puig.
La seva obra, inicialment romàntica i impressionista, evolucionà cap a un expressionisme que és on millor es manifesta el seu sentit tràgic de l'existència.
Als anys quaranta i cinquanta va participar en diferents exposicions col·lectives a l'Acadèmia de Belles Arts de Sabadell.
Participà des de 1953 en les Biennals de Belles Arts de Sabadell, obtenint un accèssit amb l'obra Fira en la segona (1955); el segon premi, amb l'obra Obrador de ceràmica en la tercera (1957); i també un segon premi amb l'obra Concert en la cinquena (1965).
El 1969 feu la seva única exposició individual en vida, a l'Acadèmia de Belles Arts de Sabadell. El 1993 la mateixa Acadèmia organitzà una exposició antològica de la seva obra.
El 2000 La Fundació Bosch i Cardellach, l'Acadèmia de Belles Arts i els Museus Municipals de Sabadell van muntar una gran exposició, amb 190 obres entre olis, ceres i dibuixos, la majoria de les quals mai s'havien vist en públic. Té obra al Museu d'Art de Sabadell.

## L'activista cultural
L'any 1956, juntament amb Andreu Castells, fundà la revista Riutort que perdurà fins al 1965 i que és un referent en les publicacions d'art catalanes de rebel·lió cultural contra el franquisme.
Des d'aquesta època també i fins al final de la seva vida, col·laborà amb l'Acadèmia de Belles Arts de Sabadell, com a membre de diverses juntes o com a soci.